# Sveriges historia 1945–1967
Sveriges historia 1945–1967 betecknar Sveriges historia under efterkrigstidens första del, åren 1945 till 1967. Perioden inleds med att andra världskriget tar slut 1945 och avslutas 1968 – "året då allt hände".
Efterkrigstiden kännetecknades av fortsatta reformer av den socialdemokratiska regeringen som till exempel införandet av allmänt barnbidrag. Det fanns även ännu mer långtgående planer på ett förstatligande ("socialisering") av vissa branscher, men de planerna släpptes på grund av starkt motstånd från borgerligt håll. Införandet av allmän pension (ATP), den solidariska lönebildningen via facket och arbetsgivarna och städernas modernisering samt utbyggnaden av den offentliga servicen (omsorg, sjukvård, med mera) förbättrade livet för breda samhällsgrupper.
Även media gick igenom genomgripande förändringar med både spridningen av radio och teve och en ny journalistik som mer och mer ifrågasatte politiken. Författare som Astrid Lindgren och duon Sjöwall Wahlöö fick sitt genombrott och inte minst barnbokslitteraturen fick sitt genombrott som en egen genre. På filmområdet bidrog regissörer som Arne Mattsson, Vilgot Sjöman och Ingmar Bergman till att främja en friare debatt om sexualitet samtidigt som de även återspeglade människornas rädslor för samtidens stora faror som atombomben.
På det utrikespolitiska planet spelade Sverige en viktig roll inom FN i form av Dag Hammarskjöld och Östen Undén. I det pågående kalla kriget intog Sverige officiellt en neutral hållning mellan blocken. Dolt för allmänheten hade Sverige dock ett långtgående samarbete med USA och Nato som visade sig exempelvis i nedskjutningen av DC-3:an som hade spionerat på Sovjetunionen å Natos vägnar.

## Välfärdsstat och kallt krig (1945-1952)

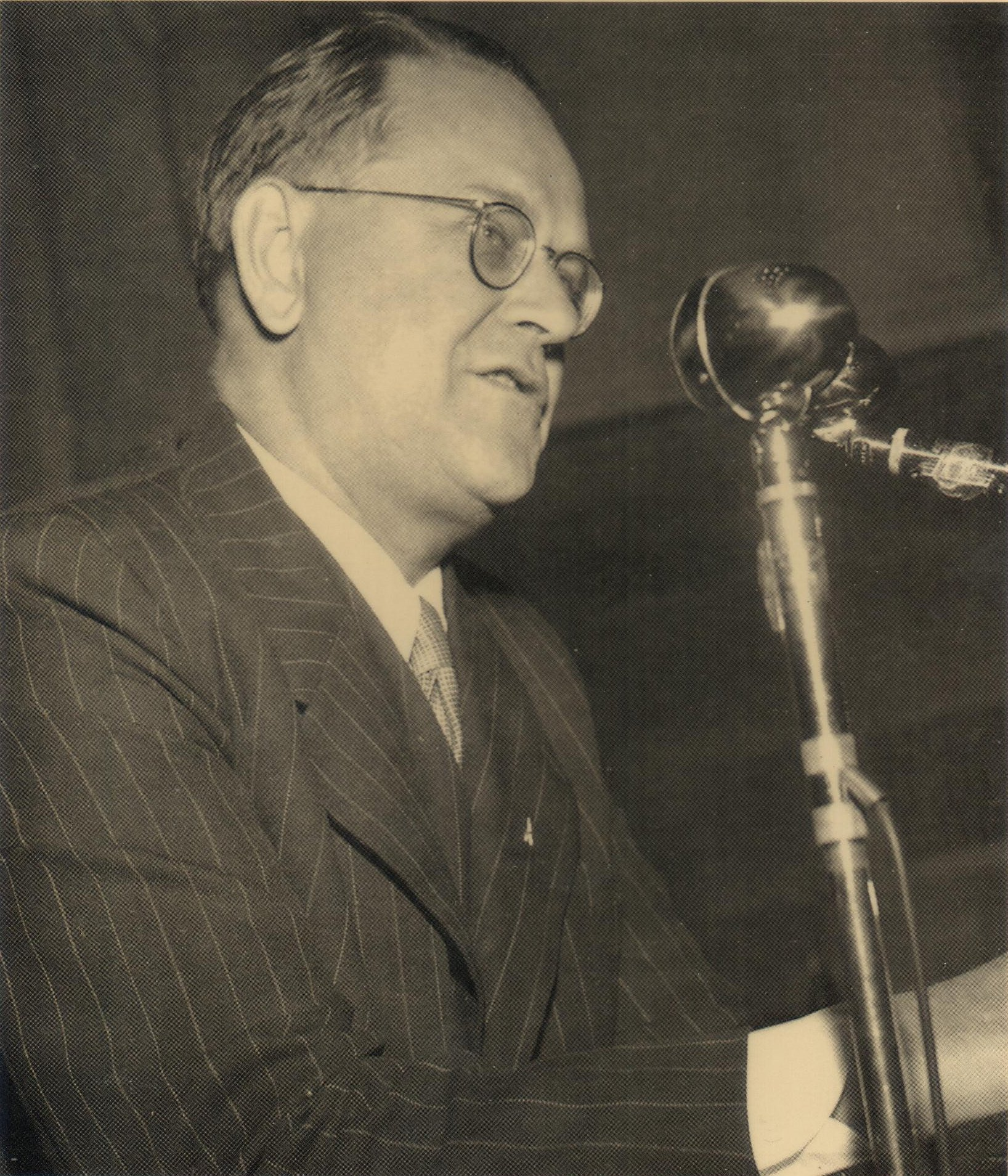
Tage Erlander.

### “Arbetarrörelsens efterkrigsprogram”
Samlingsregeringen avgick i juli 1945 och ersattes av en socialdemokratisk regering under Per Albin Hansson som efter hans död i oktober 1946 leddes av Tage Erlander. Med hjälp av Gunnar Myrdal hade socialdemokraterna redan 1944 lagt fram ett program som kallades för “Arbetarrörelsens efterkrigsprogram”. Programmets huvudsyften var att skapa ett allmänt trygghetssystem med en aktiv statlig näringspolitik och planhushållning samt förslag på att förstatliga (“socialisera”) flera branscher. Just förstatlingsplanerna vållade protester från borgerligt håll och en kampanj som initierades av det privata näringslivet. Ändå genomfördes socialpolitiska reformer åren 1948-1950 såsom allmän sjukförsäkring, barnbidrag, arbetarskyddslag, förlängd semester från två till tre veckor samt nioårig enhetsskola. Genomförandet av dessa reformer, där socialminister Gustav Möller hade varit en drivande kraft, skedde under stor enighet mellan regeringen och oppositionen. Däremot kritiserade oppositionen finansieringen av reformerna där finansminister Ernst Wigforss satsade framförallt på höjda inkomstskatter för höginkomsttagare, arvsskatt och förmögenhet men enbart en liten höjning av bolagsskatten vilket innebar att inkomsterna omfördelades medan makten över produktionsmedlen (dvs. fabriker, maskiner, osv.) i grund och botten inte ändrades. Dock släppte regeringen förslaget på förstatliganden och ekonomisk demokrati efter starkt motstånd från de borgerliga partierna. I valet till andrakammaren 1948 gick alla partier bakåt förutom folkpartiet som under nationalekonomen Bertil Ohlin fördubblade antalet mandat. Detta kan förklaras genom att Ohlin var tydligast emot den socialdemokratiska politiken vilket attraherade borgerligt sinnade väljare. Men eftersom folkpartiets väljare främst kom från högern och bondeförbundet kunde socialdemokraterna sitta kvar vid regeringen.

### Tryckfrihetsförordningen
Efter andra världskriget var ambitionen att skapa en lag som skulle skydda media från censur eller andra former av ingrepp från statens sida. I den nya tryckfrihetsförordningen från 1949, som drevs av socialdemokratiska politiker som Östen Undén, Ernst Wigforss och Gustav Möller, skulle det vara förbjudet för myndigheterna att hindra spridning av skrifter eller censur.

### Arvet från det tidiga 1900-talets liberalism
Med framväxten av den generella välfärden efter andra världskriget förlorade det tidiga 1900-talets steriliseringsidéer gradvis sin betydelse på den politiska och ideologiska nivån. Till någon del levde dock steriliseringspolitiken vidare på den lokala nivån.

### Baltutlämningen

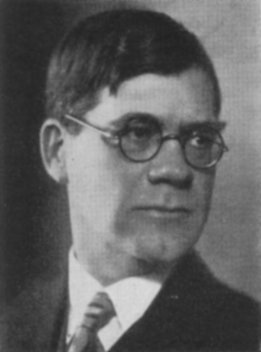
Östen Undén.

En av den nya regeringens första uppgifter blev baltutlämningen där soldaterna skulle utlämnas till den ockupationsmakt vars område de hade kommit ifrån. Den 25 januari utlämnades 227 tyskar och 146 baltiska soldater som kom främst från Lettland och som hade tagit värvning i den tyska armén och SS. Baltutlämningen ledde till protester och den antikommunistiska stämningen i Sverige stärktes. Utrikesminister Östen Undén utsattes för stark kritik där han framställdes som undfallen genom Sovjetunionen, även om han i grund och botten själv hade varit emot baltutlämningen men gick med på det som regeringens majoritet ville. Även 60 år senare, år 2005, diskuterades baltutlämningen och dess skildring. Så menade Åsa Linderborg att man både måste kunna beklaga balternas öde samtidigt som man också bör nämna att baltiska förband var delaktiga i förintelsen och andra brott mot mänskligheten.

### Medlem i FN
1946 blev Sverige även medlem i det nyskapade Förenta nationerna (FN), dock utan att ansluta sig till något av blocken. Till skillnad från Norge och Danmark som med sina erfarenheter från andra världskriget valde att gå med i Nato. Utrikespolitiskt diskuterades om Sverige skulle söka medlemskap i Nato vilket bland andra Dagens Nyheters Herbert Tingsten förespråkade medan andra så som intellektuella och vänsterorienterade konstnärer menade att Sverige skulle söka en egen väg mellan kapitalism och kommunism. Stora delar av Sverige hade sina sympatier dock hos “väst” vilket visade sig till exempel under Catalinaaffären eller Koreakriget. Officiellt förblev Sverige alliansfritt och neutralt vilket tvingade Sverige att inta en balanshållning mellan stormakterna. Inom försvaret diskuterades även att skaffa kärnvapen men utrikesminister Östen Undéns krav i FN om provstopp och krav på att sluta tillverka kärnvapen satte stopp för detta projekt.

### Neutralt mellan blocken?

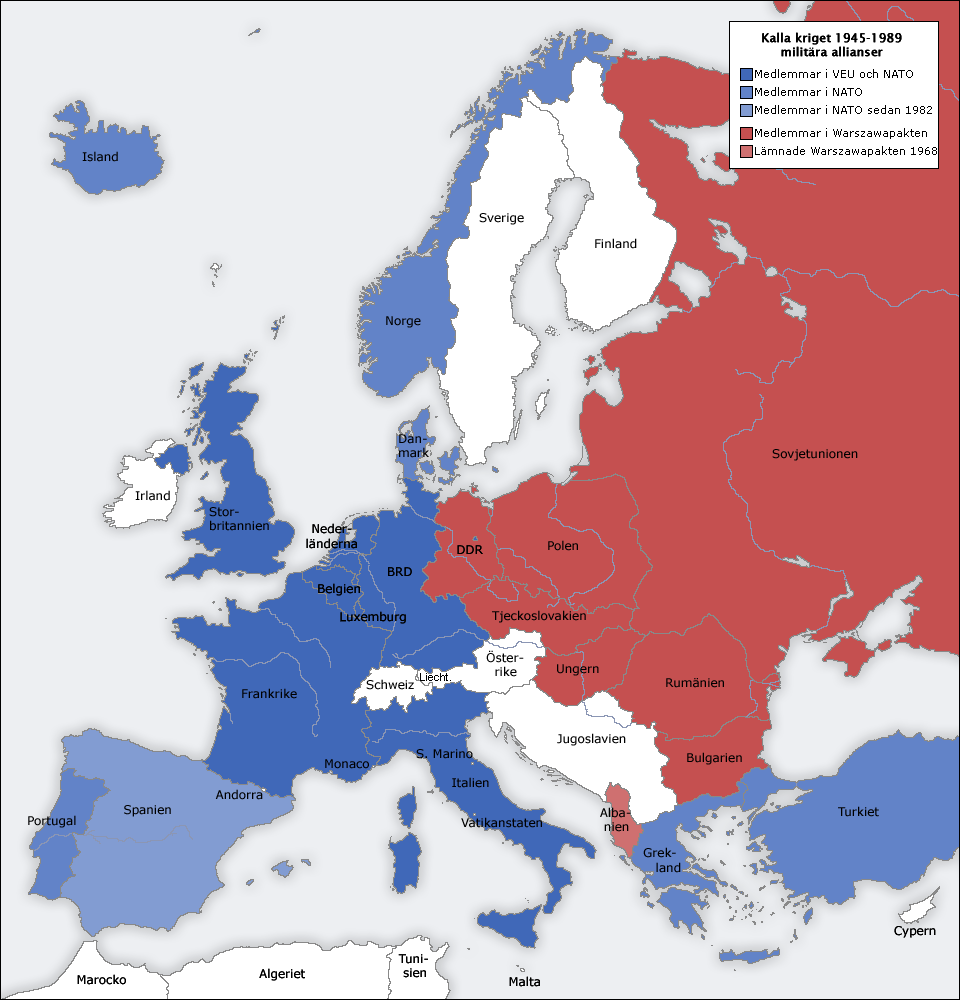
Europa under kalla kriget

Officiellt har det länge hävdats att Sverige var neutralt under kalla kriget. Men redan 1949 slöts ett hemligt avtal mellan USA och Sverige där Försvarets Radioanstalt (FRA) hjälpte USA att spionera mot Sovjetunionen. USA hade redan omringat Sovjetunionen genom ett omfattande nät av radar- och avlyssningsstationer runtom i världen och genom avtalet med Sverige slöts den sista luckan. I gengäld fick Sverige tillgång till mycket avancerad elektronisk utrustning och information om Sovjets försvar som USA hade samlat in.
Tekniken som Sverige hade fått tillgång till användes i signalspaningen mot Sovjetunionen som i DC-3:an som sköts ner av ryssarna 1952. Orsaken till att flygplanet sköts ner var att den spanade på radarstationen i Liepaja i Lettland samtidigt som man utbytte information med USA och Nato. Sovjetunionen såg spaningen som ett hot eftersom kunskapen om radarn kunde utnyttjas för att störa eller slå ut det ryska luftförsvaret vid ett anfall.
DC-3:an visade vilket långtgående samarbete som fanns mellan Nato och Sverige under kalla kriget. Våren 1952 reste statsminister Tage Erlander till USA. Officiellt var det en privatresa men i hemlighet träffade han USA:s president Harry Truman för att förbereda ett avtal som trädde i kraft sommaren '52. Enligt avtalet fick Sverige köpa militär utrustning och teknologi och i gengäld skickade Sverige information till det stora landet i väst och man lovade att Nato fick använda svenskt luftrum och svenska flygbaser ifall det behövdes. Utöver avtalet fanns det också en noga planering över vad den svenska militären skulle göra i händelse av krig. I det fallet skulle marinchefen bege sig till ett Nato-högkvarter i antingen Storbritannien eller USA för att fortsätta kriget därifrån. Militärledningen och kungafamiljen skulle sedan följa efter.
Samarbetet mellan Nato och Sverige var så tätt att den svenska armén till och med använde sig av samma ammunition som den västliga försvarsalliansen. Landningsbanorna hade förlängts så att Nato-bombplan kunde landa på dem och bränsledepåer hade anlagts för att kunna försörja planen från väst. Även Sveriges och NATO:s stridsledningssystem koordinerades med varandra. Med hjälp av CIA-agenten William Colby (så småningom chef för CIA) byggde den svenska regeringen upp nätverket "Stay-behind" (se nedan) som skulle aktiveras i händelse av en sovjetisk ockupation. Inom ramen för "Operation George" organiserade CIA och Sveriges underrättelsetjänst även ett hemligt agentverk i Finland. I hemlighet deltog Sverige även i NATO:s handelsbojkott mot Östeuropa.
Sveriges politiska elit var hela tiden orolig för att detta täta samarbete mellan båda länderna skulle avslöjas. Därför agerade Sverige utåt mycket undfallande mot Sovjetunionen och alla som ifrågasatte den officiella neutralitetspolitiken, som exempelvis högerledaren Jarl Hjalmarson, fick stå ut med delvis hätska angrepp. På så sätt hoppades de svenska politikerna att Sovjetunionen skulle tro att Sverige var ett neutralt land. Det långtgående samarbetet mellan Nato och Sverige var okänt för svenska folket vilket gjorde att nedskjutningen av DC-3:an sågs som ett omotiverat angrepp och underblåste de antiryska stämningarna i Sverige. Tillsammans med Nordkoreas angrepp mot Sydkorea sågs detta som ett bevis för kommunismens hot.

### Enbomsligan
Dessa antikommunistiska stämningar underblåstes även av en rad uppmärksammade spionagefall. Den 42-årige Hilding Andersson var underofficer och fartygsmaskinist inom marinen som utifrån denna position fick information om militära kartor och hemliga svenska baser som han spred till Sovjetunionen. Som övertygad kommunist fördömde han den svenska regeringens undfallenhet gentemot Nato och menade att hans spionage skulle bidra till världsfreden. Till skillnad från Hilding Andersson som utan tvekan hade bedrivit spionage förhöll sig saken annorlunda med "Enbomsligan" i vars centrum den misstänkte spionen Enbom befann sig som dömdes till livstidsfängelse för att ha sålt hemligheter om svenska försvarsanläggningar till Sovjet. Det är dock omtvistat om Enbom verkligen var spion eller om han i själva verket var mytoman som våldsamt överdrev sina kontakter med ryska agenter. Förutom Fritjof Enbom dömdes sex personer, de tyngsta bevisen utgjorde Enboms egna uttalanden. Författaren Tomas Bresky menar att de påstådda hemligheter som Enbom lämnade ut redan hade varit publicerade. Enligt Bresky var de åtalade redan dömda långt innan processen var slut och han menar att de utpekade kan ses som offer för stämningen under kalla kriget och att rättegången därför har vissa paralleller med USA under McCarthyism.

### Stay-behind
Ifall Sverige skulle blivit ockuperat av en främmande makt var tanken att en grupp skulle verka i landet för att genomföra aktioner mot ockupationsmakten så som hemlig underrättelsetjänst och sabotage. Tage Erlander var själv en viktig initiativtagare till gruppen som leddes av chefen för Thulekoncernen, Alvar Lindencrona vars hem på Stureplan 4 i Stockholm tjänade som träffpunkt för gruppens möten där representanter från samhällets elit ingick. Organisatoriskt var Stay behind uppdelat i olika regioner som hade var sin ledare och som i sin tur hade befäl över en stab på sju till nio personer, allt som allt ingick 300–400 personer i den tänkta motståndsrörelsen. Äppelbo skola i Dalarna skulle bli huvudkvarter ifall Sverige blev ockuperat. Gruppens existens var känd enbart för de involverade och Tage Erlander var väldigt sparsam när han informerade Jarl Hjalmarson och Bertil Ohlin om Stay behind. Medlemmarnas familjer hade ingen aning om vad deras män i hemlighet sysslade med. Gruppen började avvecklas på 1990-talet.

## Det svenska språnget (1951–1959)

### Ny röd-grön regering

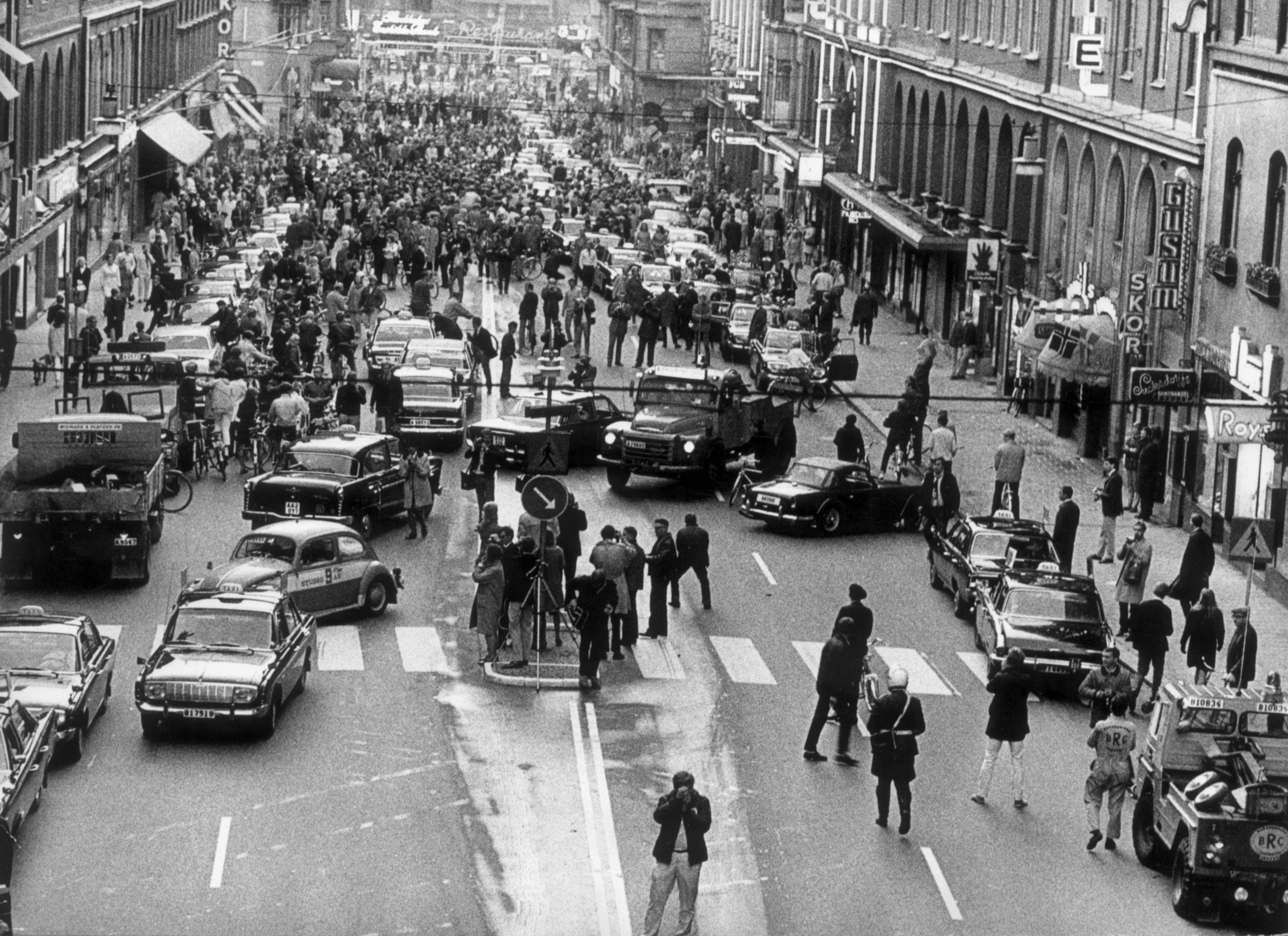
Högertrafikomläggningen förverkligades den 3 september 1967.

Koreakriget ledde till högkonjunktur och därmed prisstegringar vilket tvingade den socialdemokratiska till ekonomiska åtstramningar. För att genomföra dessa impopulära åtgärder ville regeringen bilda en bred bas för sitt arbete vilket gjorde att man bildade koalitionsregering med Bondeförbundet hösten 1951. Den nya regeringen inriktade sig på att genomföra och finansiera redan beslutade reformer. De reallöneökningar som följde på 50-talet kom alla samhällsgrupper till del, inte bara medelklassen som tidigare. Den stora knäckfrågan som dock återstod under hela 50-talet var den svåra bostadsbristen i storstäderna. Att just SAP och Bondeförbundet bildade en koalition var att båda partierna såg sina fördelar: för SAP gällde det att få parlamentariskt stöd för sina reformer och Bondeförbundet fick stöd för sin politik som skyddade bönder för utländsk konkurrens, garanterade priset på vissa jordbruksprodukter, osv.
Att oppositionen hade svårt att få politiskt inflytande försökte man kompensera genom att förespråka folkomröstningar vilket också skedde i exempelvis frågan om högertrafiken 1955 där 83% sa nej, vilket inte hindrade riksdagen från att ändå genomföra omläggningen till höger.

### Kommunreformen

Kommunerna i Sverige (2007).

I början av 50-talet fanns det ca 2 500 kommuner vilket betydde att många kommuner hade svårigheter att kunna leverera den service som regeringens sociala reformer krävde. År 1952 började sammanslagningen av kommunerna som slutade med 282 kommuner år 1974. Att kommunerna slogs mer och mer ihop betydde delvis att politiken professionaliserades även på kommunnivån och att varje kommun förfogade över mer skattemedel för att bygga upp en fungerande service för kommuninvånarna.

### Solidarisk lönebildning
På LO-kongressen 1951 bestämdes riktlinjerna för en solidarisk lönepolitik som gick ut på att lönerna skulle bestämmas i de stora centrala förhandlingarna där alla företag, oavsett om de var lönsamma eller inte, skulle betala samma lön för samma arbete vilket på lång sikt skulle innebära att de olönsamma företagen inte hade råd med lönerna och därmed skulle slås ut. På så sätt ville man driva på en utveckling där de mest lönsamma företagen skulle överleva i längden. Samtidigt innebar socialdemokraternas sociala reformer också en kraftig utbyggnad av den offentliga sektorn som resulterade i att det krävdes arbetskraft inom vård och omsorg där främst kvinnor rekryterades. På så sätt blev den offentliga sektorn en möjlighet till lönearbete för kvinnor.

### Migration

Efter kriget började invandringen till Sverige

Sverige var en bit in på 1900-talet främst ett utvandrarland, bland annat migrerade många svenskar till Nordamerika, men trenden vände senare under andra världskriget då Sverige tog emot krigsflyktingar, bland annat från Baltikum, och krigsbarn från Finland. Från slutet av 1940-talet och en bit in på 1970-talet kom även arbetskraftsinvandring, till en början främst från Finland och Italien. Fram till 1950-talet var Sveriges befolkning mycket etniskt homogen i jämförelse med andra industrialiserade länder. Det fanns några inhemska minoriteter som samer, romer, resande, tornedalingar och ett mindre antal sverigefinnar än i dag. 
Från andra halvan av 1950-talet och framåt kom omfattande arbetskraftsinvandring från länder som Finland, Jugoslavien, Västtyskland, Danmark, Norge, Grekland, Italien och Turkiet (se turkar i Sverige). 
Arbetskraftsinvandringen under denna period var i första hand en nordisk företeelse. Merparten av de som invandrade kom från övriga nordiska länder. De största invandringen skedde från Finland.

### ATP-striden
På 1950-talet seglade pensionsfrågan upp på dagordningen eftersom många pensionärer började relativt sett halka efter löntagarna. Vissa grupper som privata tjänstemän hade tilläggsavtal som ledde till höjda pensioner. Att vissa grupper hade bättre avtal än andra upplevdes som orättvist av partierna till vänster samt LO och Folkpartiet. Eftersom socialdemokraterna och bondeförbundet inte kunde komma överens i frågan, bröts samarbetet mellan partierna och en folkomröstning utlystes våren 1957 där folket kunde ta ställning till tre olika linjer. LO:s och socialdemokraternas linje om en allmän tjänstepension fick 46% och därmed relativ majoritet. SAP lade utifrån detta en proposition i riksdagen om just allmän tjänstepension vilken fälldes av den borgerliga oppositionen vilket ledde till att nyval utlystes sommaren 1958. Det följande “pensionsvalet” slutade med att den borgerliga majoriteten i andrakammaren förbyttes till ett jämviktsläge där båda blocken hade 115 mandat. Den obligatoriska ATP-pensionen gick igenom när metallarbetaren och folkpartisten Ture Königson lade ner sin röst eftersom han föredrog socialdemokraternas förslag.

### Kulturen på 50-talet

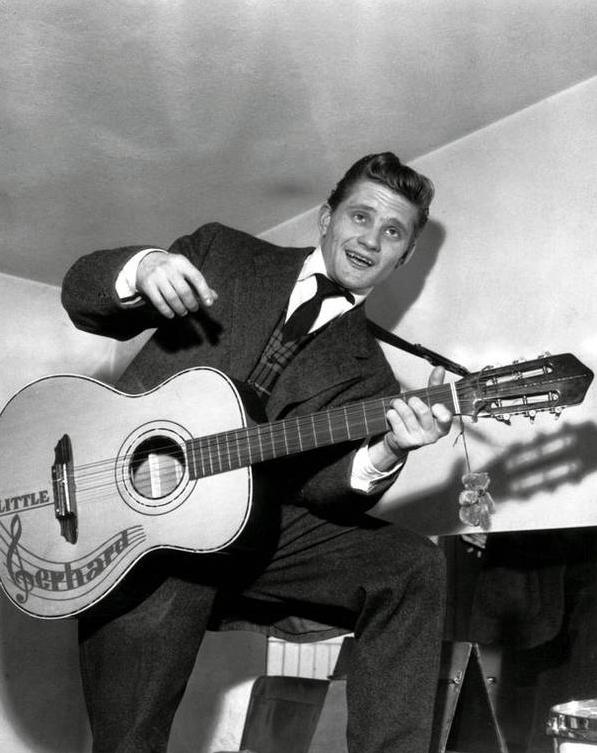
Little Gerhard.

Se även: Sexuella revolutionen och Svensk litteratur
Under 1950-talet ledde det ökande välståndet och utökningen av skolsystemet till att en ungdomskultur uppstod. De första stegen mot en ny ungdomskultur togs visserligen redan under mellankrigstiden, kopplad till jazzen, men nu nådde oron inför "nedbusning" och "ungdom på glid" nya höjder. För första gången används ordet tonåring på svenska. Den första omgångens revoltörer var skinnknuttarna, unga män i läder med motorcykel och förebild i Vild ungdom med Marlon Brando. Dessas storhetstid var vid mitten av 1950-talet. Sedan tog raggarna över, nära sammanknippade med rock and rollen som 1956 kom till Sverige i form av Bill Haleys "Rock Around the Clock". De stora hjältarna var dock Elvis Presley och Tommy Steele. Även lokala "rockkungar", som Rock-Ragge, Little Gerhard och Rock-Olga tog plats på scen. Rocken var främst spridd bland arbetarklassen, och jazzen kvarlevde under tiden bland gymnasisterna. Den tidigare så fruktade musikformen hyllades nu som kulturellt högtstående. Under 1960-talet tonade raggarna efter hand bort. Svensk schlager fick en renässans och 1962 började Svensktoppen sändas. 1963 och 1964 ändrades scenen totalt med Beatles genombrott, och popen tog över efter rocken. Rolling Stones turnerade i Sverige, och lokala förmågor som Hep Stars och Tages började spela pop på stundom komisk engelska. Beatles ändrade även ungdomarnas utseende, och mods blev en beteckning på de som följde det nya långhåriga modet. 1965 drabbade modsen samman med polisen i hötorgskravallerna. Popen trängde även undan jazzen som gymnasisternas musik, även om de förutom popen även lyssnade till amerikanska protestsångare som Joan Baez och Bob Dylan.
Bilden av "den svenska synden" började sprida sig över världen under 1950-talet, något paradoxalt eftersom andelen utomäktenskapliga barn under 1940-talet och 1950-talet var de lägsta under hela 1900-talet. Det tyska magasinet Der Spiegel skrev om "heiße Liebe und kühle Menschen" (het kärlek och kalla människor). Sexuell liberalism blev, förutom det svenska rationalitet, en central nationell stereotyp. Man var dock öppnare inför att i konsten diskutera och experimentera med dessa frågor än tidigare eftersom samhället blev alltmer sekulariserat. I en artikel i den engelskspråkiga tidskriften Time 1955 utmålades Sverige som syndens högborg på jorden, där födelsekontroll, abort, och promiskuitet alla var omistliga rättigheter. Detta var visserligen inte sant – än – men artikeln fick stort genomslag, och i den efterföljande amerikanska debatten kopplades detta, och den förmodat höga andelen självmord, ihop med "onaturlig" social trygghet och välfärd. De svenska inläggen i debatten hävdade att svenskar inte var mer omoraliska än andra, även om man var öppnare angående sexualiteten.
Även filmbranschen bidrog till att skapa bilden av "den svenska synden" där Arne Mattssons Hon dansade en sommar (1951) spelade en viktig roll i vilken nakenbad och antydningar om samlag spelade en viktig roll. I samma fotspår gick Ingmar Bergmans film Sommaren med Monika från 1953. Ingmar Bergman hade redan 1944 uppmärksammats för manuset till Hets, men hans stora genombrott kom 1955 med Sommarnattens leende. Än mer berömmelse vann han 1957 med Det sjunde inseglet, vars tema om Guds tystnad och rädslan inför vad som skulle ske efter döden tog avstamp i den samtida skräcken för atombomben och mänsklighetens totala utplåning. Samma år kom även Smultronstället, som blev en lika stor framgång.
Sverige var under efterkrigstiden ett av världens mest läsande folk, tillsammans med norrmän, finländare och islänningar. Under 1950-talet fanns välfyllda bokhyllor även i arbetarklasshem. På vuxenprosans område blev Harry Martinsons Vägen till Klockrike (1948) en stor publikframgång. Denna utmärktes, liksom flera andra av välfärdstidens litteratur av en flykt från det moderna, tillbaks i historien. Även de övriga proletärförfattarna, som Jan Fridegård, Moa Martinson och Ivar Lo-Johansson, vars romaner som var fortsatt populära under 1940-talet, och tidens allra största boksuccé, Vilhelm Mobergs Utvandrarna, sökte sig tillbaks i tiden. Olle Hedberg skildrade det försvinnande högborgerliga livet. Även fruktan för atombomben avspeglades i litteraturen, exempelvis i Harry Martinsons rymdepos Aniara. Andra viktiga svenska författare detta årtionde var Olle Hedberg, även om hans senare produktion inte var i klass med hans tidigare, Sara Lidman och Pär Lagerkvist. Ville man ha skildringar av samtiden fick man dock främst vända sig till deckarförfattarna, som Stieg Trenter och Maria Lang.

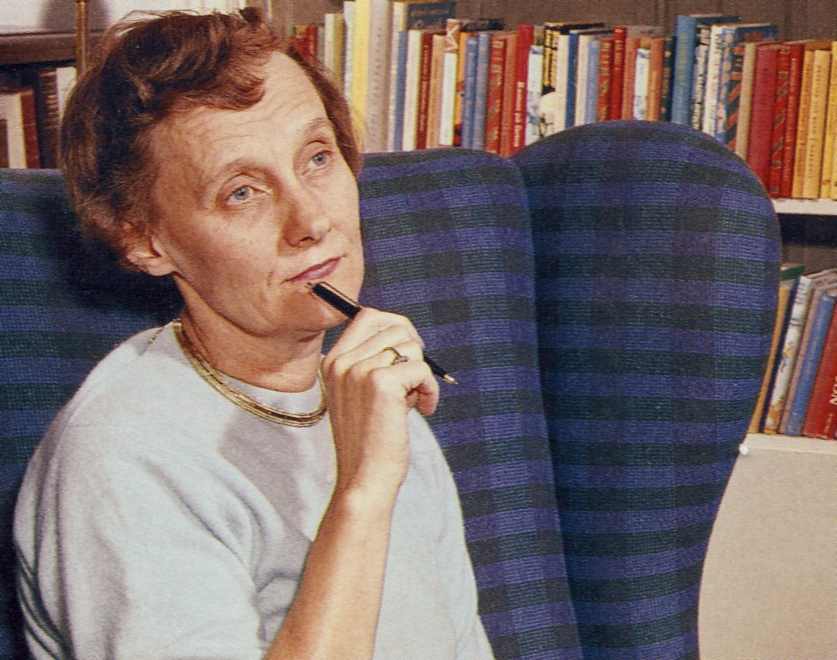
Astrid Lindgren, 1960.

Efter kriget upplevde även flera barnboksförfattare en stor popularitet eftersom 40- och 50-talets stora barnkullar skapade en stor målgrupp som kunde och ville läsa böcker som tilltalade dem. Främst av dessa var Astrid Lindgren som 1945 gav ut Pippi Långstrump, där tidstypiska miljöer vävdes ihop med de uppkommande tankarna om barnpsykologi. Även Mästardetektiven Kalle Blomkvist blev en succé, likaså den mer mytiska Mio min Mio. Även här skildrades samtiden där Blomkvist drog parallellerna till rädslan för spionverksamhet från Sovjet och där Mio lekte med hotbilder från öst samtidigt som rädslan för atombomben spelade en viss roll. Lindgrens böcker om Rasmus på luffen däremot kan ses som tecken på den samtida vardagsrasism mot romer och folk som bodde i "underutvecklade länder". Även Åke Holmberg med Ture Sventon och Edith Unnerstad med Kastrullresan debuterade efter kriget. Dessutom fortsatte Gösta Knutsson med sina böcker om Pelle Svanslös. Lennart Hellsing utmärkte sig med lyrik för barn. Dessutom fanns flera Sivar Ahlruds tvillingdeckarna, Martha Sandwall-Bergströms Kulla-Gulla-böcker och Bertil Almqvists Barna Hedenhös, och utländska serier som Fem-, Bill- och Biggles-böckerna. Under 1950-talet dök även Nils-Olof Franzéns böcker om Agaton Sax upp på marknaden, liksom alster av Sven Wernström, Harry Kullman och Elsa Nyblom. Bertil Ahlmqvists Barna Hedenhös blir kungliga och Sverige får sin första regering, utgiven 1954 uppskattades av både barn och vuxna, de senare eftersom den vänligt parodierade den svenska politiken vid tillfället. Under 1940-talet blev även serietidningar vanliga, vilket först sågs med oro, då de ansågs benägnare än andra medier att sprida osunda värderingar.

### Ny medieverklighet

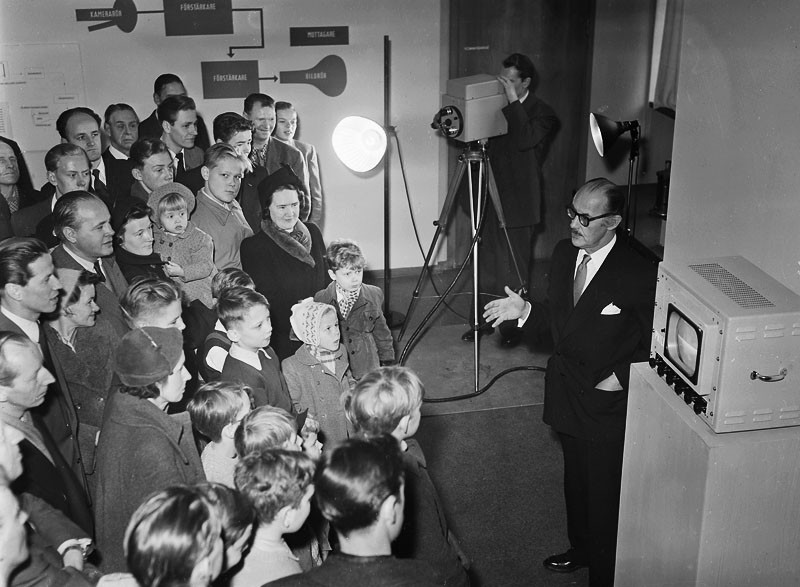
TV-visning på Tekniska museet 1952.

Länge fanns det endast en radiokanal, som dock samlade alla på ett nästan ojämförligt vis. Radion präglades inledningsvis av stark konservatism; fredagsnyheterna inleddes alltid med "Hans Majestät Konungen har i dag hållit konselj", vilket i och för sig var rimligt då det var i och med dessa som regeringens beslut fick laga kraft. Mest känd av tidens radioprofiler var Sven Jerring, som fram till 1972 ledde Barnens brevlåda. En annan långkörare var Sigge Fürsts Frukostklubben. 1951 började Karusellen med Lennart Hyland att sändas, och fick svenskarna att delta i olika upptåg, bland annat "Frufridagen", då fruarna skulle vara lediga och männen sköta hemmet. Via radio blev Povel Ramel känd, och Evert Taube upplevde tack vare den och grammofon sin största popularitet under 1950-talet. Andra kända musiker var Owe Thörnqvist och Snoddas, vars "Flottarkärlek" blev en landsplåga tack vare Karusellen. 1955 startade en andra radiokanal, P2. Under 1950-talet hade svenskarna ibland lyssnat till Radio Luxemburg för aktuell popmusik, men när privata Radio Nord började sända från internationellt vatten den 7 mars 1961 infördes regler för att försvåra för piratradion, och den 7 maj började melodiradion, som senare utvecklades till P3, att sändas. Man vann omedelbart tillbaka en tredjedel av de flydda lyssnarna.
År 1956 startade regelbundna TV-sändningar, efter att provsändningar pågått i tre år. Den första stora succén blev Kvitt eller dubbelt. Under fotbolls-VM 1958 i Sverige skaffade de flesta som inte redan hade TV en sådan. Antalet biografer minskade kraftigt. Mellan 1956 och 1963 halverades antalet biobesök. Även det lokala föreningslivet drabbades, och dränerades på medlemmar.

### CIA:s dolda verksamhet i Sverige
Det kalla kriget och den medföljande blockbildningen mellan USA och Sovjet ledde också till att Sverige hamnade mitt i denna kamp mellan ideologierna där USA försökte att påverka den svenska opinionen. Ett annat syfte var även att bryta Sovjetunionens dominans på det kulturella planet när det gällde högkultur så som litteratur och musik. För att påverka opinionen i både Sverige och hela Europa bildade CIA organisationen Congress For Cultural Freedom (CCF) sommaren 1950 i Berlin. På en konferens i Bryssel hösten 1950 försökte man att samla framstående intellektuella i Europa som Albert Camus och Arthur Koestler, för Sveriges del inbjöds Dagens Nyheters chefredaktör Herbert Tingsten som deltog på mötet. För Tingstenbiografen Per Wirtén råder det inga tvivel om att Tingsten, precis som alla andra som deltog, var fullt medveten om att USA:s regering låg bakom CCF.
Kongressen inrättade sitt huvudkontor i Paris och bildade lokala kontor i respektive land där den svenska underavdelningen bildades hösten 1952 och som värvade sina medlemmar genom att skicka inbjudningar till framstående personer i den svenska kultureliten vilket resulterade i så småningom ca 150 medlemmar för föreningen som därmed blev en av de största propagandaorganisationerna i Sverige på den tiden. Måltavlan för värvningen var personer inom den antikommunistiska vänstern och liberaler så som Vilhelm Moberg, Harry Martinson och Eyvind Johnson. Enligt Lars Ilshammar, chefen för arbetarrörelsens arkiv, var USA ett land man såg upp till på 50-talet, både när det gällde teknik men även när det gällde populärkultur. Även nedskjutningen av DC-3:an och Koreakriget spädde på de antisovjetiska och antikommunistiska stämningarna i Sverige.
Propagandakampanjen förstärktes genom att bilda CIA-finansierade United States Information Agency (USIA) som började sin verksamhet 1953 med en svensk underavdelning i Stockholm som kallades Unites States Information Service (USIS) som skickade ut artiklar som handlade om nyheter, kultur, sport, nyhetsartiklar där det framgick att avsändaren var USIS. Artiklarna erbjöds gratis till den som ville ta emot dem och det var i första hand små landsortstidningar som använde sig av artiklarna, de stora tidningarna som Dagens Nyheter eller Svenska Dagbladet utnyttjade artiklarna i väldigt liten utsträckning, vilket förmodligen berodde på att de mindre tidningarna inte hade så mycket pengar och därför utan tvekan tog med material som de fick gratis. Faktumet att tidningar som DN och SvD inte tog emot USIS-artiklar bekymrade dock inte CCF eftersom dessa tidningar redan hade en antisovjetisk inställning och således inte behövde påverkas. För läsarna gick det inte att avgöra att artiklarna kom från USIS eftersom de tidningar som använde artiklarna i regel dolde källan för läsaren, dvs. läsarna visste inte att de läste artiklar som direkt kom ifrån en US-amerikansk propagandaorganisation som ville påverka dem. Även Tidningarnas Telegrambyrå (TT) använde sig av de US-amerikanska artiklarna och skickade ut dem till de svenska tidningarna som i sin tur angav "TT" som källa och inte USIS vilket då ökade artiklarnas trovärdighet. När det gäller Dagens Nyheter menar historikern Mikael Nilsson att chefredaktören Herbert Tingsten gav medlemmarna i CCF:s svenska avdelning plats i tidningen för att publicera sina artiklar.
Den amerikanska informationstjänsten försökte även på andra sätt att påverka, exempelvis genom att knyta nära band till de svenska socialdemokraterna och LO. På det sättet kunde den socialdemokratiska Stockholms-Tidningen, som inte tog emot materialet från USIS, påverkas att sluta skriva USA-kritiska kommentarer. Under Kubakrisen exempelvis utmålade tidningen Kuba som ett litet land som stod emot den stora aggressorn USA, vilket ledde till att dåvarande LO-ordförande Arne Geijer pressade tidningen till att ändra sin hållning i frågan och till och med be om ursäkt för sin USA-kritiska attityd. Institutionschefen för arbetarrörelsens arkiv Lars Ilshammar bedömer agerandet som att man har gått i USA:s ledband.
Ett tredje sätt att påverka var att dra igång särskilda kampanjer så som man gjorde Inför Nikita Chrusjtjovs besök i Sverige 1959. Det bildades en särskild grupp som kallades för augustikommittén som dock innehöll samma medlemmar som i den svenska kongressen. Kampanjen var mycket framgångsrik och ledde till Chrusjtjov ställde in sitt besök med hänvisning till augustikommitténs verksamhet.

### Sport

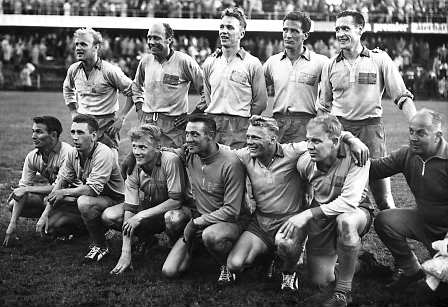
Silverlaget 1958.

Till skillnad mot de flesta andra länder hade svenska värnpliktiga inte behövt utkämpa några strider. Det fanns alltså gott om starka unga män, och framgångarna på idrottens område lät inte vänta på sig. OS i London 1948 blev en enorm framgång, där Sverige kom tvåa i nationsligan. Detta trots att ett antal löpare, inklusive stjärnorna Gunder Hägg, Arne Andersson och Henry Kälarne, 1946 stängts på livstid av i enlighet med tidens stränga regler, som föreskrev att idrottare inte fick ta emot någon ersättning, då de förväntades vara amatörer. De stränga reglerna ledde dock till utarmning, och bland annat de tre fotbollsstjärnorna från guldlaget i London, Gunnar Gren, Gunnar Nordahl och Nils Liedholm sökte sig till utländska proffsklubbar. Svenska Fotbollförbundet mildrade därför reglerna, och proffsen var välkomna att spela landskamper och VM, samt att återvända till Fotbollsallsvenskan efter utlandskarriären. Framgångarna fortsatte, och 1958 tog Sveriges fotbollslandslag silver på hemmaplan. 1959 skulle VM-matchen i tungviktsboxning mellan Ingemar Johansson och Floyd Patterson stå i New York. Eftersom boxning var bannlyst från svensk radio och tv fick de som ville höra på matchen ratta in Radio Luxemburg.

## Det starka samhället (1960-1967)

### Ett förändrat partilandskap
Efter nederlaget i ATP-striden försökte de borgerliga att bryta socialdemokratins makt genom en valsamverkan, som dock bara kom tillstånd i Skåne under beteckningen MBS och som hade lokala framgångar. Men när samverkan upprepades i andra städer hade det ingen framgång, vilket kan förklaras med att det fanns betydande skillnader mellan partierna där folkpartier och bondeförbundet stod nära varandra men längre ifrån högern. Att inte samverka hade dessutom fördelen att varje parti var för sig kunde fånga in fler väljargrupper. En del partier gick igenom djupare förändringar. Centerpartiet (c)  gick från att vara ett rent bondeparti till att vara ett parti som attraherade de grupper som var missnöjda med urbanisering och miljöförstöring medan kommunisterna under C.H. Hermansson frigjorde sig från Sovjet, bytte namn till vänsterpartiet kommunisterna (vpk) och kritiserade socialdemokratin för att inte ha brutit det privata näringslivets maktkoncentration. Fortfarande var det 15 familjer som dominerade de privata företagen. Under Hermansson ökade vpk sitt stöd i valen 1964 och 1966 vilket också hängde ihop med att avspänningen mellan USA och Sovjetunionen försvagade de starka antikommunistiska tendenserna vilket bidrog till att partiet kunde bryta sin isolering. Bland studenterna märktes en allt tydligare radikalisering och politisering som återupptäckte Karl Marx. Bland de kristna skedde en gradvis förskjutning i partisympatin när folkpartiet mer och mer sekulariserades vilket ledde till missnöje bland de kristna grupperna. Samtidigt grundades kristen demokratisk samling (kds) 1964 som ville främja en kristen grundsyn i samhället och som delvis attraherade just de grupper som kände sig svikna av folkpartiet. Rena missnöjespartier så som i Danmark och Norge förblev okända i Sverige på den tiden, vilket kan bero på att socialdemokraterna via LO och centern via LRF har haft god kontakt med gräsrötterna och därmed minskat riskerna för missnöje.

### Städernas modernisering

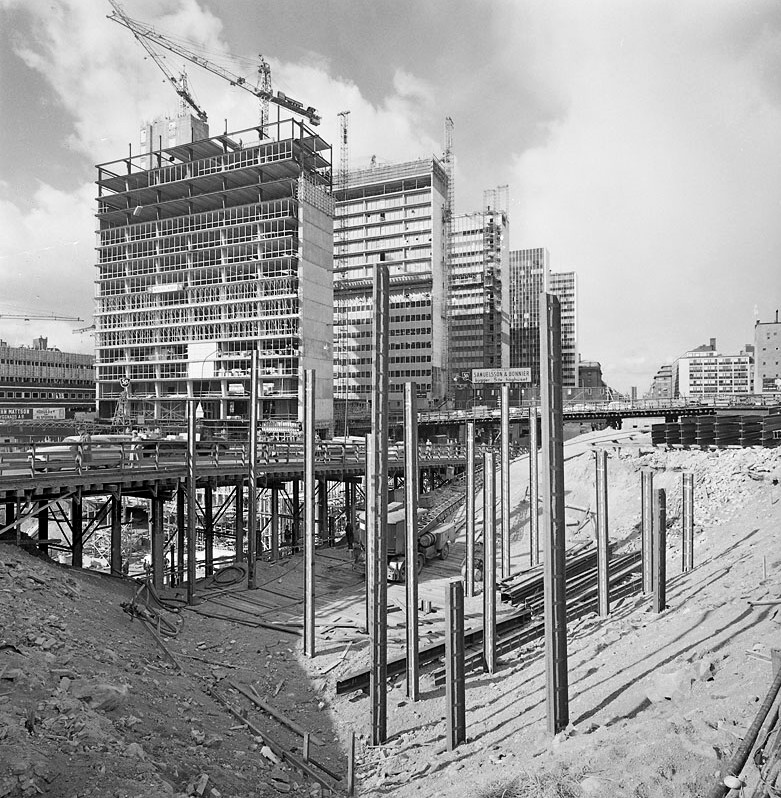
Hötorgsskraporna, ett av många byggprojekt på 60-talet.

Ännu på 1960-talet levde fortfarande många svenskar i föråldrade bostäder. Därför föddes tanken på att bygga moderna bostäder, det som senare skulle bli kallad för miljonprogram. Namnet hade sitt ursprung i att det skulle byggas en miljon bostäder på tio år. De gamla stadskärnorna i städer som Norrköping, Stockholm och Göteborg revs och ersattes med de då moderna miljonprogramshusen. Konsekvensen blev att bostadsbristen byggdes bort samtidigt som områdena också snabbt blev symbol för den ökande klassmässig och etniska segregationen i samhället. Samtidigt byggdes det också nya gator och affärskomplex vilket resulterade i att många städer fick ett ganska likartat utseende. Städer som till exempel Eksjö och Lund undantogs från de jättestora omvandlingarna och förändrades med hänsyn till städernas traditionella bebyggelse. Med hjälp av storskaliga lösningar inom sjukvård, utbildning, och så vidare garanterades en generell välfärd för medborgarna. När den allmänna välfärden hade tryggats skiftade det politiska klimatet på sent 60-tal mot först vänstervågen och senare den gröna vågen.
Att staten initierade miljonprogrammet fick också den effekten att det relativt unga möbelföretaget Ikea (som hade grundats 1943 av Ingvar Kamprad) ökade sin försäljning eftersom människorna som flyttade in i de nya bostäderna även behövde nya möbler. Därtill byggde staten nya vägar vilket gynnade den tilltagande bilismen men som även gynnade Ikeas framväxt som via de nya vägarna på ett smidigt sätt kunde transportera möblerna hem till familjer som hade sett och beställt möblerna i den numera klassiska Ikea-katalogen som skickades hem till folk. Därmed bidrog staten på flera olika sätt till Ikeas utveckling till ett multinationellt företag.

### Kulturen på 60-talet

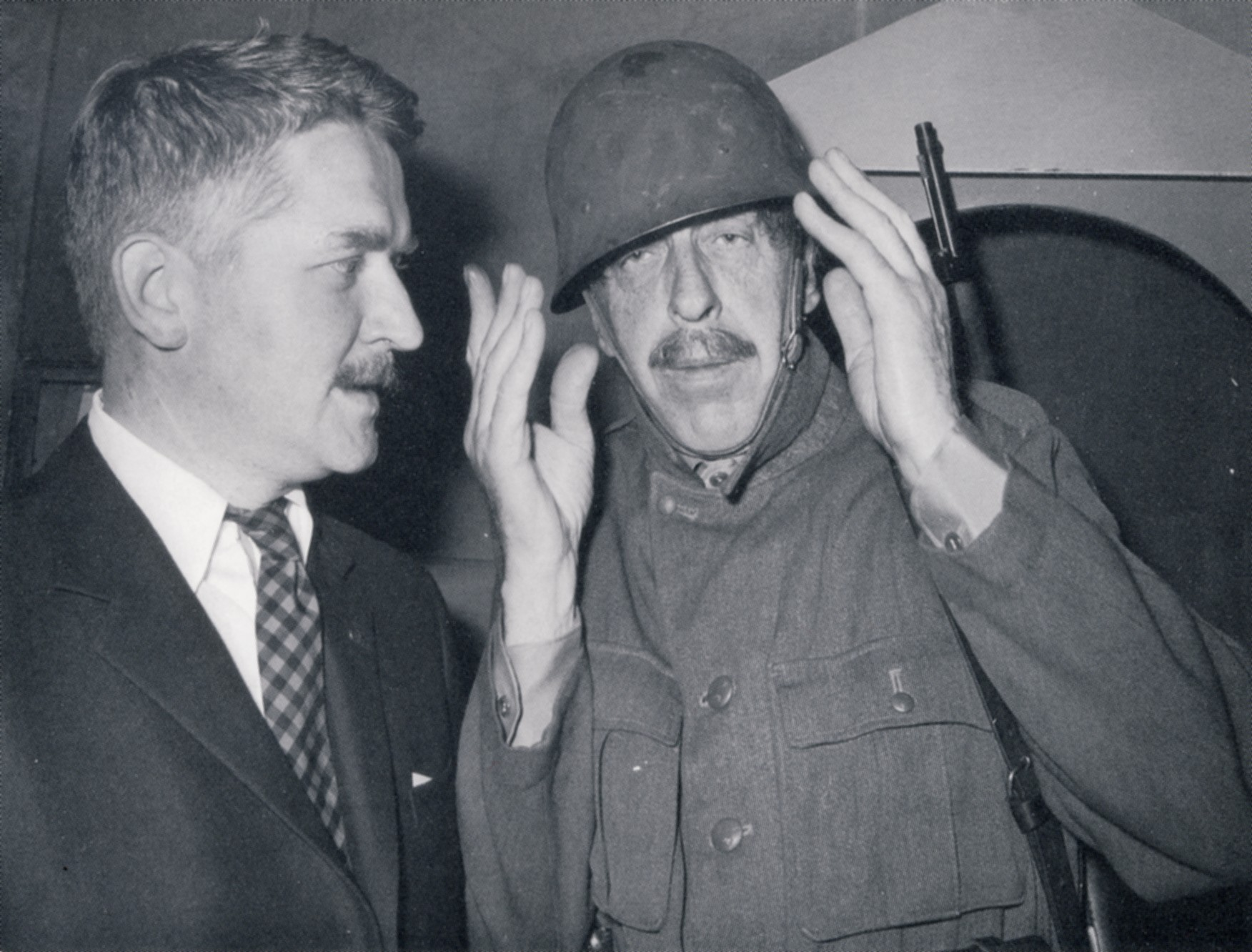
Hans Alfredson och Tage Danielsson (1966).

Med revyn Gröna hund fick Hans Alfredson och Tage Danielsson, Hasse och Tage, sitt genombrott och blev folkets underhållningsfavoriter, senare även i bokform. På teve blev Hylands hörna det mest dominerande programmet efter Aktuellt. Spektakulärt blev det när skådespelaren Per Oscarsson klädde av sig och gav sexualkunskap i direktsändning under mellandagarna 1966. Den sexuella frigörelsen visade även inom litteraturen där norrmannen Agnar Mykle blev en isbrytare på området och "porr" ansågs som någonting som skulle kunna bidra till den nya sexuella friheten. Även inom filmområdet spred sig fler och fler diskussioner kring sexualrelaterade ämnen så som i Ingmar Bergmans Tystnaden från 1963 och filmatiseringen av Käre John 1964, däremot visade censureringen av Vilgot Sjömans 491 och bortklippningen av sexscen i Dom kallar oss mods att det fortfarande fanns snäva ramar inom området. Upproret mot auktoriteter manifesterades också i film med grundandet av Svenska filminstitutet där staten skulle stödja produktionen av svensk kvalitetsfilm och där Olof Palmes vän Harry Schein var en drivande kraft bakom.
Inom litteraturen debuterade flera författare på 1960-talet som senare skulle bli betydande, som Lars Gustafsson, P.O. Enquist, P.C. Jersild, Per Gunnar Evander och Sven Delblanc, men den då rådande modernismen var svårsmält. Upplagorna började också sjunka för inhemsk litteratur. Man läste istället översatt litteratur, eller äldre litteratur som återutgivits i pocket-format, då en nyhet. För samtidsskildringar fick man återigen gå till deckarförfattarna, och i synnerhet Sjöwall Wahlöös serie "Roman om ett brott" som är tidstypiska för den begynnande vänstervågen men som attraherade både vänstersympatisörer och folk med borgerliga sympatier.

### En aktiv journalistik

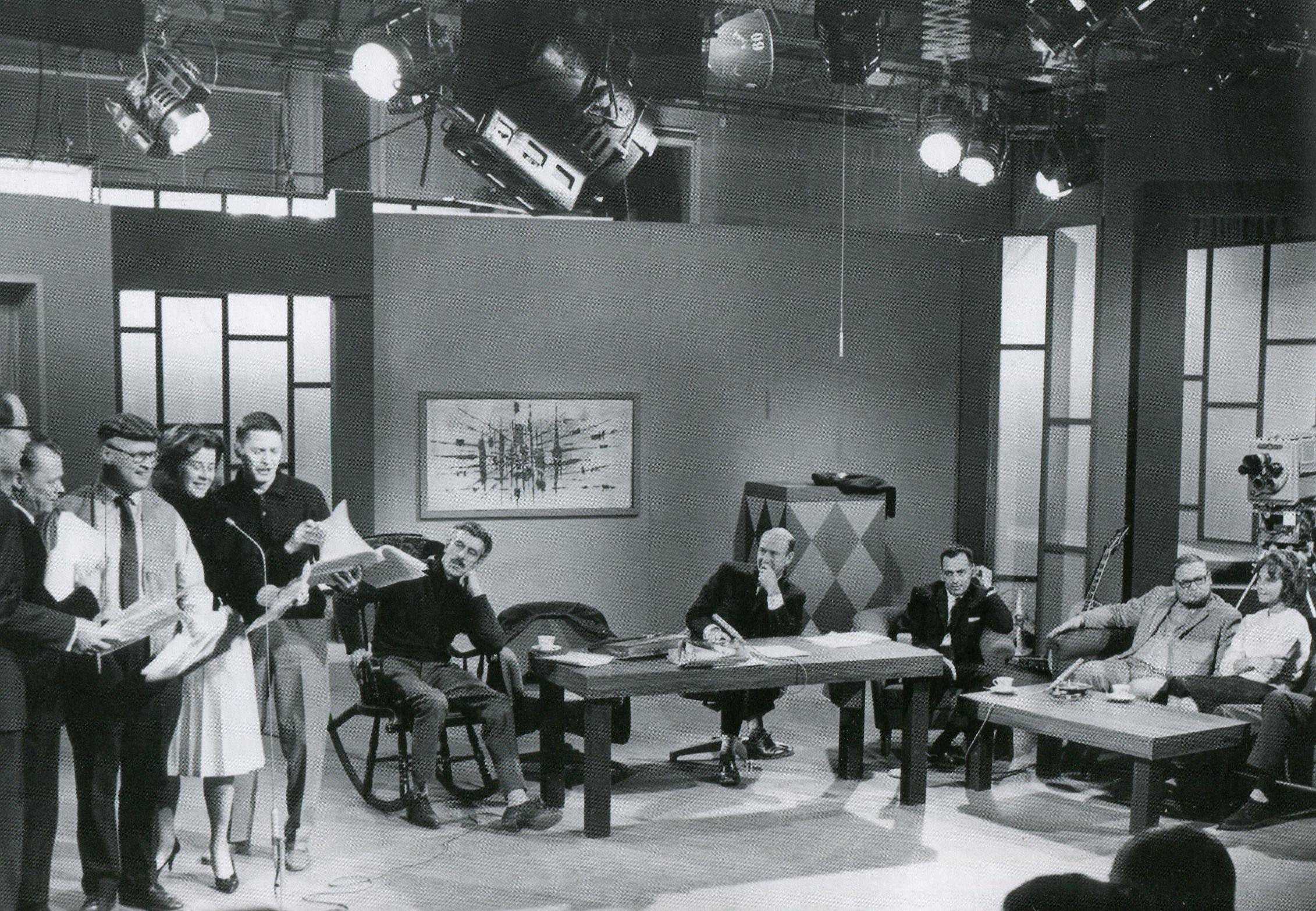
Hylands Hörna (1960-talet).

Den 3 oktober 1962 tog Lennart Hyland sitt radioprogram Hylands hörna och gick över till televisionen. Den 19 december 1962 var gästen Tage Erlander, som genom att dra en rolig historia gick från omstridd och ibland förlöjligad till landsfader över en kväll. Efter Erlanders framträdande blev programmet närmast en institution. 1966 kom ännu en sensation: skådespelaren Per Oscarsson strippade, samtidigt som han höll sexualundervisning. Samtidigt utvecklades också en ny självständighet hos media som yttrade sig i programmet Utfrågningen där statsråden och andra offentliga personer fick acceptera kritiska frågor. Journalisterna Gustaf Olivecrona, Åke Ortmark och Lars Orup ("De tre O:na") började på allvar att engagera sig i kommunalvalrörelsen 1966 för första gången vilket betydde ett trendbrott i svensk politik - plötsligt var det journalisterna som dominerade, inte politikerna. Denna förändring betydde också att det uppstod spänningar mellan radio och TV å ena sidan och politiken å andra sidan som inte längre kunde styra nyhetsförmedlingen. Viktigt här var också den nya chefen för Sveriges Radio Olof Rydbeck som styrde företaget från 1955 fram till 1970 och som bejakade en aktiv journalistik. Den snabba expansionen av teven ledde till kravet på en andra kanal där näringslivet önskade sig en fristående kanal, men diskussionerna bland politikerna landade i att man inrättade två kanaler från 1969.

### Medlemskap i EEC?
Att svenska företag producerade mer och mer ledde till en allt större handel med andra länder. En del såg därför tullar och andra handelshinder som ett hot mot den svenska ekonomin. Sedan 1950-talet var Sverige medlem i både EFTA (en frihandelsorganisation för länderna utanför EEC), samarbetsorganisationen OECD samt IMF, vilket inte stred mot den officiella neutralitetspolitiken. Och även om det privata näringslivet samt folkpartiet och högern var för ett medlemskap så bestämde Erlander sig för ett nej med motiveringen att detta skulle bryta mot neutralitetslinjen. Centern och Gunnar Hedlund stödde Erlanders inställning i frågan.

### Sveriges roll i FN
När Belgien lämnade Kongo sommaren 1960 och landet förklarade sig självständigt utbröt oroligheter i landet där Dag Hammarskjöld som FN:s generalsekreterare tog en ledande roll för att få till en fredlig lösning av konflikten. Hammarskjöld dog på en resa till Kongo 1961 när hans plan sköts ner. Hans död framkallade både sorg men även ett ökat engagemang för tredje världen vilket ledde till att Sverige gav reguljärt bistånd till länder och folkslag som främst engagerade sig för ekonomisk och social rättvisa respektive frigörelse. Detta bistånd har även kritiserats, till exempel ansåg högern att biståndet gynnade länder med socialistiska regeringar. Jämte Hammarsköld spelade även Östen Undén en viktig roll när han först föreslog en kärnvapenfri klubb i FN och Undénplanen spelade en viktig roll när det förmedlades ett provstoppsavtal mellan stormakterna 1963.

### "Spionöversten"
Eftersom Sverige i Sovjetunionen uppfattades som att stå på västsidan ville man utforska den svenska militärens styrka, inte minst flygvapnets styrka som på den tiden var den fjärde största i hela världen. Översten Stig Wennerström blev den som försåg Sovjetunionen med den efterlängtade informationen. Under förhören med Wennerström (som bandades på de så kallade "snackebanden") sade han att Sovjetunionen framförallt ville veta var flygplanen skulle stå i Sverige ifall det blev krig. Wennerström erkände även att han gav den ryska sidan information om DC-3:an (se ovan) och att han visste att flygplanet skulle skjutas ner om det kom nära Sovjetunionen. Ett motiv för spioneriet kan ha varit att han inte lyckades med sin militära karriär, där han bland annat beskrivs som "ingen ledare". När översten blir flygattaché i USA börjar han spionera för Sovjet, kanske för att hämnas på militären som förvägrade honom en karriär inom denna gren. Med en specialkamera fotograferade Wennerström hemliga dokument som han överlämnade i ett handslag eller under filmvisningar som sällskapet Sverige-Sovjetunionen arrangerade. Säpo fattade misstankar, men kunde inte bevisa något. Genombrottet kom när även Wennerströms hushållerska Carin Rosén började misstänka oegentligheter när hon hittade hemliga dokument, en kamera och filmrullar hemma i överstens hus. Säpo tog kontakt med henne och värvade henne som undercover-agent som fick fram avgörande bevis mot Wennerström. 1964 dömdes "Spionöversten" till livstids straffarbete som omvandlades 1972 till 20 års fängelse. Två år senare blev han villkorligt frisläppt.